# Flugplatz Fürstenzell

i7
i11
i13
Der Flugplatz Fürstenzell (ICAO-Code: EDMF) ist der Sonderlandeplatz des niederbayerischen Marktes Fürstenzell. Er wird von dem Flugsportverein Passau – Fürstenzell e. V. betrieben.

## Geografie
Der Flugplatz liegt zwei Kilometer östlich des historischen Ortskernes von Fürstenzell im Flurstück Tafelfeld auf einer Höhe von 410 m ü. NN. Naturräumlich steigt das Gelände nördlich zum Neuburger Wald etwas an, südlich fällt es zum Rottal hin ab. Sieben Kilometer östlich verläuft der Inn und auch die Staatsgrenze zu Österreich, etwas weiter nördlich diejenige zu Tschechien hin.

## Geschichte
Die Fliegerei wurde in Passau bereits seit 1927, u. a. von Veteranen des Ersten Weltkrieges betrieben, damals am Kohlbruck bei Passau. Es entstand dort 1934 eine eigene Flugzeughalle für die beiden Vereinsflugzeuge. Im Zuge der Kriegsvorbereitungen wurde der Verein 1937 zwangsweise aufgelöst und Vereinsvermögen nebst der Fluggeräte „eingezogen“. Nach dem Zweiten Weltkrieg bestand 1945 ein Flugverbot für Deutsche durch die alliierte Besatzungsmacht.
Kurz nach der Aufhebung des Flugverbotes wurde der Flugsportverein Passau–Fürstenzell e. V. 1950/51 wiedergegründet und bis 1956 die Einrichtungen am Kohlbruck wiederhergestellt. 1958 entstand dort ein eigenes Clubheim und geflogen wurde noch bis 1960. Danach wurde das dortige Gelände zu einem Standort der Bundeswehr umgewidmet.
In den Folgejahren wurden zunächst die Gelände benachbarter Vereine mitgenutzt, bis ab 1963 der heutige Flugplatz erschlossen werden konnte. Dort entstanden bis 1965 zunächst eine neue Flugzeughalle, ein Clubheim und eine Werkstatt; die Piste war eine Grasbahn. In den Jahren 1972 wurde dann das Rollfeld des Flugplatzes geteert und ab 1976 zu einem Standort der Luftrettungsstaffel Bayern. Der Flugplatz wurde seither kontinuierlich weiter ausgebaut.

## Flugplatz und Ausstattung
Der Flugplatz ist für Luftfahrzeuge aller Art bis 3000 kg Höchstabfluggewicht (MTOW), Hubschrauber bis 5700 kg zugelassen. Das Gelände gehört der Marktgemeinde Fürstenzell und der Betreiber ist der Flugsportverein Passau – Fürstenzell e. V.
Es bestehen mehrere Wirtschaftsgebäude, ein Tower (Frequenz 128,740 MHz), ein Hangar und ein Vereinsheim. Es gibt eine Tankstelle und bei Zwischenlandungen ist ein Ölservice möglich.

## Zwischenfälle
- Am 16. Oktober 1999 streifte eine Brditschka HB-21 bei der Landung einen neben der Rollbahn stehenden Motorsegler, der hierdurch stark beschädigt wurde.[3]:6
- Am 10. Januar 2001 kam eine auf EDMF gestartete Cessna 182L nach dem Absetzen von vier Fallschirmspringern bei der Landung hart auf und zerschellte, wobei der Pilot verletzt wurde.[4]:6
- Am 12. Mai 2008 verunglückte eine Phoebus A 1 beim Landeanflug auf EDMF. Das Fluggerät kippte aus etwa 100 m Flughöhe plötzlich ab und prallte ca. 250 m vor der Landebahn auf. Der Pilot wurde tödlich verletzt, das Flugzeug zerstört.[5]

## Verkehr
Gemeindestraßen erschließen den Flugplatz zu der östlich verlaufenden Bundesautobahn 3 hin. Der ÖPNV bedient den Flugplatz nicht direkt. In den Nachbarorten Neukirchen und Aspertsham bestehen Zustiegsmöglichkeiten zu der Rottalbahn.